# LG G2
LG G2 (також відомий як — LG Optimus G2, LG G2 D802) — смартфон із серії LG G, розроблений компанією LG Group, анонсований 7 серпня 2013 року на спеціальному заході у Нью-Йорку. Його попередник — LG Optimus G, а на його основі побудовано Nexus 5.

## Характеристики смартфону

### Зовнішній вигляд
Екран смартфона займає майже всю лицьову частину смартфона, тому на краях апарата майже немає бокових граней, що відділяють екран від корпусу.

### Апаратне забезпечення
Смартфон працює на базі чотириядерного процесора Qualcomm MSM8974 Snapdragon 800 (архітектура ARMv7), графічний процесор — Adreno 330. Оперативна пам'ять — 2 Гб і вбудована пам'ять — 32 Гб (з них користувачеві доступно 24 Гб; слот розширення пам'яті відсутній). Апарат оснащений 5,2-дюймовим (132,08 мм відповідно) екраном із роздільною здатністю 1080 x 1920 пікселів, тобто із щільністю пікселів 423 (ppi), що виконаний за технологією IPS LCD. В апарат вбудовано 13-мегапіксельну основну камеру з оптичною стабілізацією, що може знімати Full HD-відео (1080p) із частотою 60 кадрів на секунду, і фронтальною 2,1-мегапіксельною камерою. Дані передаються бездротовими модулями Wi-Fi (802.11a/b/g/n/ac), Bluetooth 4.0, DLNA, NFC, також вбудовано модуль IrDA. Підтримує мобільні мережі 4 покоління (LTE), вбудована антена стандарту GPS + GLONASS. Весь апарат працює від Li-Po акумулятора ємністю 3000 мА·г. Апарат важить 143 грами.

### Програмне забезпечення
Смартфон LG G2 постачається із встановленою Android Jelly Bean версії 4.2.2.

## Критика
Ресурс «PhoneArena» поставив апарату 9,4 із 10 балів, сказавши, що «LG G2 є видатним смартфоном майже під будь-яким кутом зору». До плюсів зараховано екран («дуже великий»), чипсет («надпотужний»), камера («чудова»), до мінусів — розміри («громіздкий»), дизайн («ненатхненний»).
Ден Зейферт з ресурсу «TheVerge» поставив 8,0/10, сказавши, що «якщо ви всі звертаєте увагу на технічні характеристики, G2 має їх у надлишку, але він не є найкращим у користуванні». До переваг було зараховано екран («прекрасний»), продуктивність, акумулятор («чудовий час роботи»), до недоліків — програмне забезпечення («переобтяжене»), бокові клавіші («незграбні»), відчуття слизького пластику.